# III dynastia
III dynastia – dynastia władców starożytnego Egiptu panująca w latach:
- 2707–2629 p.n.e. (Kwiatkowski)
- 2700–2625 p.n.e. (Grimal)
- 2740–2670 p.n.e. (Schneider)
- 2686–2613 p.n.e. (Lipińska)
- 2649–2575 p.n.e. (Tiradritti, De Luca)

Poniższą kolejność władców podano za Grimalem i Kwiatkowskim (patrz: bibliografia).
| III dynastia – Stare Państwo |                                     |             |                                 |               |
| Władca                       | Lata panowania p.n.e. (Kwiatkowski) | Horus       | Nomen                           | Żony          |
| Sanacht                      | 2707–2690                           | Sanacht     | Nebka (Kaneb)                   | ?             |
| Dżeser                       | 2690–2670                           | Neczerichet | Dżeser (Dżoser)                 | Hetephernebti |
| Sechemchet                   | 2670–2663                           | Sechemchet  | Dżeserti (Dżesersa, Dżeserteti) | Intkaes       |
| Chaba                        | 2663–2657                           | Chaba       | ?                               | ?             |
| Neferka (= Mesochris)        | 2657–2653                           | ?           | Neferka(re) / Nebka(re)         | ?             |
| Huni                         | 2653–2629                           | ?           | Huni                            | Meresanch I   |

Inne chronologie panowania władców tej dynastii:
- Sanacht, Dżeser, Sechemchet, Chaba, Huni (Tiradritti, De Luca)
- Nebka, Dżeser, Sechemchet, Hudżefa II, Mesochris, Huni, Sanacht, Chaba, Kahedżet (Schneider)